# Travagliato
Travagliato – miejscowość i gmina we Włoszech, w regionie Lombardia, w prowincji Brescia.
Według danych na rok 2004 gminę zamieszkiwały 11 003 osoby, 647,2 os./km².